# Xenohyla
Xenohyla es un género de ranas de la familia Hylidae que se encuentran en los estados de Bahía y Río de Janeiro (Brasil). 

## Especies
Se reconocen las siguientes según ASW:
- Xenohyla eugenioi Caramaschi, 1998
- Xenohyla truncata (Izecksohn, 1959)